# Жезл ветра
«Жезл ветра» (англ. Wind Wand) — кинетическая скульптура, созданная в городах Новой Зеландии и Лондоне.

## История
После многократных экспериментов Лай, в 1966 году была представлена возможность постройки первого «жезла» для Международного симпозиума скульпторов в Торонто (англ. Toronto International Sculpture Symposium), но так и не был построен в соответствии с техническими характеристиками, повлекшими бы демонтаж конструкции. Известно, что оригинал конструкции задумывался с использованием алюминия.
31 декабря 1999 года 45-и метровый жезл был установлен в центре велосипедной дорожки вместе с новой набережной в Нью-Плимуте, Новая Зеландия. Во время шторма был разрушен и снесен для работ по восстановлению. После ремонта, к столетию празднования дня рождения Лай, 5 июля 2001 года был снова установлен в центре небережной. Построен из стекловолокна и карбона. Весит около 900 кг и имеет диаметр 200 мм. Шар на вершине содержит 1296 светодиодов и излучает мягкий красный цвет.
В 2001 году в деловом квартале Лондона, Кэнэри-Уорф, по задумке английского дизайнера Рона Арада, был установлен «Жезл Ветра» (англ. Windwand) — 50-метровая игла над цирком Westferry. Жезл построен из карбона, по всей длине происходит сужение, на вершине светодиодная лампа.
В мае 2012 года на сайте властей региона Таранаки появилось сообщение о тестировании новой скульптуры в виде пятиугольника, она будет иметь шесть жезлов. Сообщается, что жезлы имеют значительно меньший размер, по сравнению с существующей копией, пять 11 метровых жезлов будут расположены на углах пятиугольника и один, 12 метровый жезл в центре. Все жезлы созданы по оригинальным эскизам Лай, единственное отличие в материале, для создания данной скульптуры использовалось только стекловолокно. Такие арт-инсталляции будут размещены в городах Окленд и Нью-Плимут. В данный момент проект проходит тестирование в долине реки Waiwhakaiho.